# B1 (Paraolimpíada)

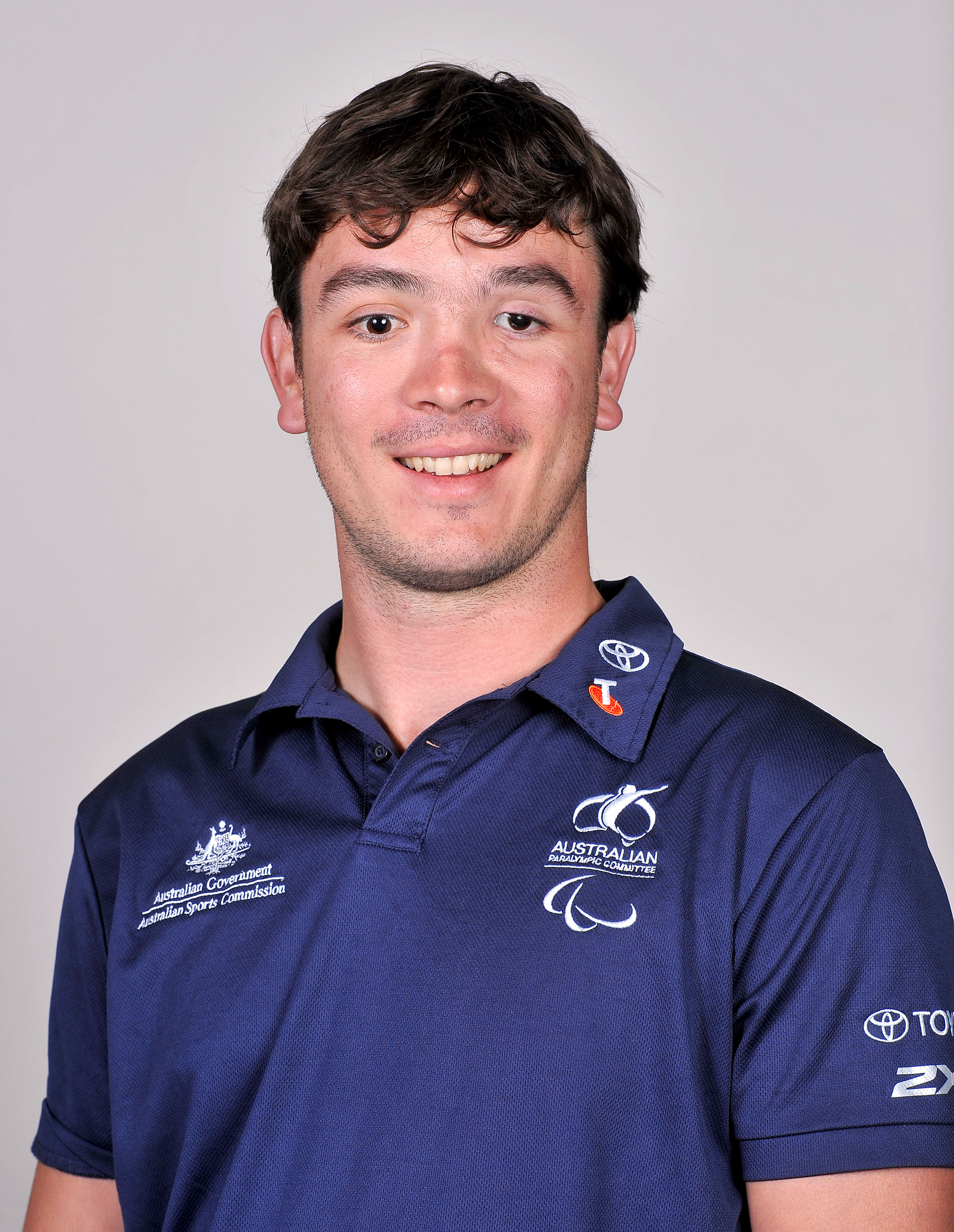
El australiano Bryce Lindores es un atleta clasificado B1.

B1 es una clasificación paralímpica de base médica para el deporte de ciegos.  Los atletas de esta clasificación son ciegos totales o casi totales.  La utilizan varios deportes para ciegos, como el tenis para ciegos, el esquí paraalpino, el esquí paranórdico, el cricket para ciegos, el golf para ciegos, el fútbol paralímpico, el goalball y el judo.  Algunos otros deportes, incluyendo remo adaptado, atletismo y natación, tienen equivalentes a esta clase.
La clasificación B1 fue creada por primera vez por la IBSA en la década de 1970, y se ha mantenido en gran medida sin cambios desde entonces a pesar de un esfuerzo por parte del Comité Paralímpico Internacional (IPC) para avanzar hacia un sistema de clasificación más funcional y basado en la evidencia. La Federación Internacional de Deportes para Ciegos (IBSA) suele encargarse de la clasificación a nivel internacional, pero a veces es competencia de las federaciones deportivas nacionales. Hay excepciones en deportes como el atletismo y el ciclismo, en los que la clasificación corre a cargo de sus propios órganos de gobierno.
El equipamiento utilizado por los competidores de esta clase puede variar de un deporte a otro, y puede incluir guías videntes, carriles guía, pelotas con pitidos y palmas. Puede haber algunas modificaciones relacionadas con el equipamiento y las reglas para abordar específicamente las necesidades de los competidores de esta clase y permitirles competir en deportes específicos. Algunos deportes específicamente no permiten un guía, mientras que el ciclismo y el esquí requieren uno.

## Definición
B1 es una clasificación deportiva de discapacidad para las personas consideradas ciegas.La Federación Internacional de Deportes para Ciegos (IBSA) define esta clasificación como una agudeza visual inferior a LogMAR 2,60. El Comité Paralímpico Canadiense definió esta clasificación como «Sin visión funcional»." Esta clasificación la han tomado prestada algunos otros deportes, entre ellos el golf para ciegos, que también define la clase como «Sin percepción de la luz en ninguno de los dos ojos, hasta percepción de la luz pero incapacidad para reconocer la forma de una mano a cualquier distancia o en cualquier dirección.»
Versiones específicas de esquí paraalpino de esta definición incluyen una del Comité Paralímpico Australiano que definió esta clasificación en el esquí alpino como «Atletas totalmente ciegos o que tienen alguna percepción de la luz pero no pueden ver ni siquiera la forma de una mano a cualquier distancia de su cara.» El Comité Paralímpico Internacional definió esta clasificación para el esquí alpino como «No percepción de la luz en ninguno de los dos ojos, hasta percepción de la luz pero incapacidad para reconocer la forma de una mano a cualquier distancia o en cualquier dirección. «
Esta clasificación tiene paralelismos en otros deportes. La clasificación comparativa en remo adaptado es LTA-B1. En paraecuestre, el Grado 3 equivale al B1. La definición de la clasificación paraecuestre es diferente de la de la IBSA, con BBC Sport definiendo el Grado 3 como, «El Grado 3 incorpora Parálisis Cerebral, Les Autres, Amputados, Lesionados Medulares y atletas totalmente ciegos con buen equilibrio, movimiento de piernas y coordinación. « El equivalente B1 para natación es S11, mientras que para atletismo, la clasificación equivalente es T11. 

## Gobierno
La IBSA se encarga de la clasificación de varios deportes a nivel internacional, como el fútbol sala, el goalball y el judo. Parte de la clasificación consiste en evaluar la visión en función de factores como la agudeza visual, la sensibilidad al contraste, la visión de los colores, la detección del movimiento y el campo visual.
La evaluación en esta clase por parte de la IBSA implica que el atleta rellene un formulario de consentimiento, envíe una fotografía y concierte una cita con un clasificador para su evaluación.  Durante la evaluación, el competidor puede ir acompañado de otra persona que le ayude a comunicarse con los clasificadores.  Si es necesario, la persona también puede llevar un traductor.  A continuación se realiza la evaluación médica. Existen varios grupos de estados utilizados por los clasificadores que ayudan en la clasificación.  Estos incluyen confirmado para los competidores que tienen una discapacidad visual que es poco probable que cambie, revisión para los competidores que tienen una visión que puede fluctuar, nuevo para los competidores que nunca han sido clasificados antes, y no elegible para los competidores que tienen una discapacidad visual que no es lo suficientemente grave y no es probable que se deteriore en el futuro hasta el punto en que podrían ser elegibles. 
La clasificación se gestiona a nivel nacional y deportivo. Los australianos que deseen clasificarse para deportes para ciegos pueden ser clasificados por un clasificador de la IBSA o por un clasificador de discapacidad visual del Comité Paralímpico Australiano. En el Reino Unido, el deporte para ciegos está gestionado por British Blind Sport, que está reconocido a nivel nacional por Sport England.  En Estados Unidos, la gobernanza relacionada con esta clasificación corre a cargo de la United States Association for Blind Athletes (USABA). 
No todos los deportes utilizan clasificadores IBSA. En el caso del remo adaptado, la asignación de la clasificación puede correr a cargo de la Fédération Internationale des Sociétés d'Aviron (FISA), ciclismo, por la Union Cycliste Internationale (UCI), paraecuestre, por la Fédération Équestre Internationale (FEI).  La clasificación en natación corre a cargo del IPC Swimming, mientras que en atletismo, la asignación de la clasificación para esta clase corre a cargo del IPC..

## Historia
La historia de esta clasificación se remonta a los inicios del deporte para ciegos.  Existía la creencia de que aquellos con deficiencias visuales menos graves tenían una ventaja competitiva sobre los competidores con deficiencias más graves. La clasificación fue desarrollada por la IBSA para asegurar una competición más igualada entre los diferentes rangos de agudeza visual. En 1976, la Organización Internacional de Deportes para Discapacitados (ISOD) desarrolló un sistema de clasificación de ciegos. Paralelamente, la IBSA y las asociaciones nacionales de deportes para ciegos desarrollaron su propio sistema de clasificación, y en 1980 ya existía el de la IBSA, basado en la agudeza visual. El auge del sistema de clasificación de la IBSA para el deporte para ciegos hizo que el sistema de clasificación de la ISOD no lograra imponerse en la competición deportiva para ciegos.
El sistema de clasificación IBSA se ha mantenido en gran medida sin cambios desde que se puso en marcha, incluso cuando el Comité Paralímpico Internacional (IPC) trató de avanzar hacia una discapacidad más funcional y un sistema basado en la evidencia que no se basa en la clasificación médica. En 2003, el IPC hizo un intento de abordar «el objetivo general de apoyar y coordinar el desarrollo continuo de sistemas de clasificación precisos, fiables, coherentes y creíbles centrados en el deporte y su aplicación. « El IPC aprobó un sistema de clasificación en la Asamblea General del IPC en 2007.  Esta clasificación formaba parte del grupo general de clases para ciegos, y seguía teniendo una base médica a pesar de los cambios en otros tipos de discapacidad.  La IBSA no estaba preparada en ese momento para avanzar hacia un sistema de clasificación más funcional similar al utilizado por otros grupos de discapacidad y deportes.
En algunos casos, deportes no paralímpicos y no afiliados a la IBSA han desarrollado sus propios sistemas de clasificación.  Este es el caso del golf para ciegos, donde ya existía una clasificación en 1990 y se utilizó en el Torneo Abierto de Golf para Ciegos y Deficientes Visuales de Australia. En ese momento, existían cuatro clasificaciones y eran las mismas que la IBSA para esta clase.
En 1990, la Federación Ecuestre de Australia no disponía de clasificaciones específicas para competidores con discapacidades, incluidas las visuales.  Sin embargo, reconociendo las necesidades de los miembros, se habían desarrollado orgánicamente algunas reglas que parecían clasificaciones basadas en la modificación de las reglas para diferentes tipos de discapacidad, incluidos los jinetes ciegos.  Entre ellas se incluía la posibilidad de que los pilotos ciegos, al llegar a una baliza, recibieran una señal auditiva para informarles de ello.

## Equipo
El equipo utilizado por los competidores en esta clase puede incluir guías con mira, carriles guía, pelotas con pitidos y palos para aplaudir. El uso de un guía vidente por parte de las personas de esta clase depende de los requisitos específicos del deporte.  Los esquiadores paraalpinos y esquiadores para-nórdicos utilizan guías, y el guía de los esquiadores B1 suele esquiar detrás del esquiador para maximizar la capacidad del esquiador de oír al guía.  El guía le dice al esquiador cosas como cuándo se debe cambiar el peso, los elementos que vienen en el curso, y cómo posicionarse para maximizar la carrera diagonal del curso.  En ciclismo, esta clasificación también utiliza una guía, utilizando una bicicleta tándem con el guía sentado en la parte delantera. 

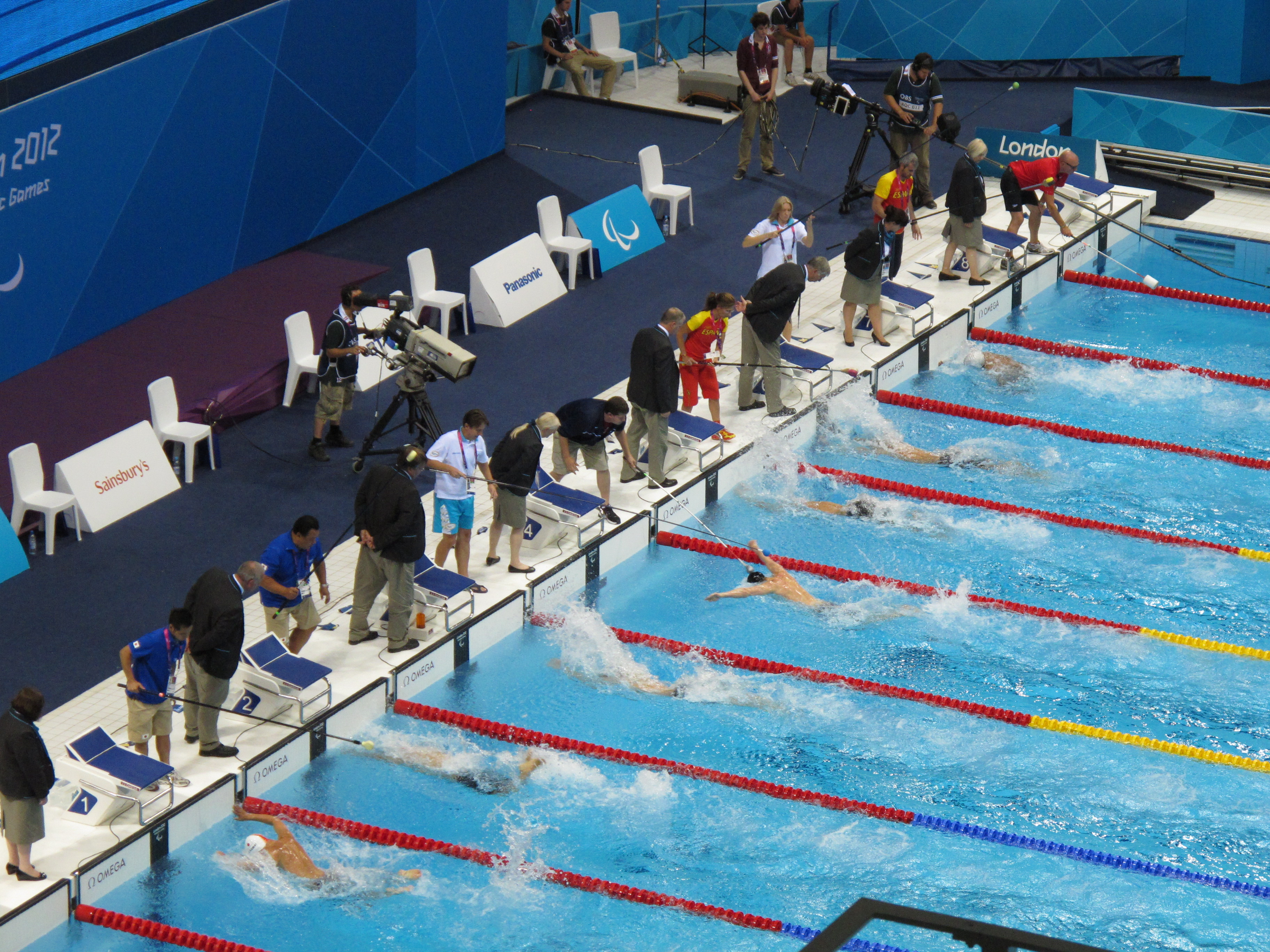
Carrera S11 en la Paraolimpíada del 2012: swimmers being tapped to show they should turn

Los competidores deben utilizar un guía en atletismo. Cuando un corredor busca un guía, se le anima a encontrar uno con una forma de andar similar a la suya. Se puede utilizar una cuerda o un ronzal para conectar al corredor con el guía.  Para las pruebas de campo, como el salto de longitud, el triple salto o el disco, se puede utilizar un llamador.  También se pueden utilizar comandos de voz en pruebas de 100 metros. En los Juegos Paralímpicos de Verano de 2012, fue la primera vez que se concedieron medallas a los guías en atletismo.  En el nivel de élite, los guías reciben el mismo trato que el corredor ciego. Los guías y los corredores deben utilizar tacos en cualquier carrera de menos de 400 metros.En las carreras de 200 metros, el guía corre a la derecha del corredor.En las carreras de 800 metros o más, un corredor puede utilizar hasta dos guías, pero los oficiales del recorrido deben ser informados de cualquier decisión de utilizar más de un guía antes de la carrera.  En el maratón, el corredor puede utilizar hasta cuatro guías diferentes. El corredor debe terminar por delante del guía. En la carrera, el guía debe intentar coincidir con el patrón de carrera del corredor, y no al revés.
Los llamadores se utilizan en paraecuestre para ayudar al jinete a navegar por el anillo de competición.Para los nadadores de S11, un golpeador se sitúa en la cubierta de la piscina para golpear al nadador cuando se acerca a la pared.  El nadador tiene que traer su propio tapper.Los nadadores de esta clase deben llevar gafas negras. En las competiciones de tiro con arco para ciegos, los arqueros utilizan un pliegue ciego y un dispositivo de puntería táctil.Esta clasificación no es elegible para competir en los Juegos Paralímpicos.En fútbol sala y paraecuestre, los competidores B1 deben llevar los ojos vendados.  En judo, los competidores clasificados B1 llevan un punto rojo en su equipación para que los demás sepan que son completamente ciegos. 

## Reglas
Existen reglas especiales para esta clase en varios deportes.En cricket a ciegas, cada equipo de once debe tener al menos cuatro jugadores de esta clase. Los bateadores de esta clase tienen un corredor para ellos. Un jugador de críquet clasificado B1 debe batear en una de las tres primeras posiciones de bateo.  Debe haber al menos 2 bateadores B1 entre los seis primeros bateadores, y al menos tres entre los nueve primeros. Un lanzador de esta clase puede lanzar a cualquier bateador, pero sólo puede enfrentarse a un lanzador de la misma clase..
En el fútbol sala, esta clase suele ser la única a la que se permite competir como jugador de campo. En el judo, las tres clases deportivas de ciegos compiten entre sí con competidores clasificados por peso a efectos de competición.  Las clases de peso utilizan las normas internacionales empleadas en los Juegos Olímpicos.
En las competiciones de vela de la IBSA, esta clase está representada por el timonel.  El barco de tres personas puede tener un máximo de cinco puntos ISBA (es decir, B1 cuenta como un punto, B2 como 2 y B3 como tres), y debe incluir al menos un regatista femenino y otro masculino en el barco. En las competiciones organizadas por Blind Sailing International, esta clase a veces compite solo contra otros barcos en los que todos los regatistas pertenecen a la misma clase.
En natación, la clase B1 es significativamente más lenta que las clases B2 y B3 en 100 metros estilo libre, y la clase B3 es significativamente más rápida que B1 y B2 en 100 metros espalda. Las reglas normales de natación se modifican para permitir que el nadador esté más cerca de la línea del carril al ejecutar un giro.

## Deportes
A nivel paralímpico, varios deportes de discapacidad no están abiertos a esta clasificación u otros competidores con discapacidad visual, incluyendo tiro con arco, esgrima, levantamiento de potencia, tiro y tenis de mesa. Los deportes paralímpicos elegibles para esta clasificación incluyen remo adaptado, atletismo, ciclismo, fútbol sala, goalball, judo, paraecuestre, esquí alpino, esquí nórdico y natación. La clasificación también se utiliza en otros deportes como el golf para ciegos y los bolos sobre hierba. .